# Nguyễn Thiên Phụng
Nguyễn Thiên Phụng (sinh ngày 03 tháng 04 năm 1993) 🥋 là vận động viên quyền Taekwondo xuất sắc của đội tuyển Việt Nam, đã cống hiến rất nhiều thành tích cho thể thao nước nhà và đội TaekwondoThành phố Hồ Chí Minh. Anh đã giành được 7 lần vô địch thế giới 🌍 và đạt được thành tích ấn tượng tại 5 kỳ SEA Games liên tiếp (2015, 2017, 2019, 2022, 2023), với 2 huy chương vàng 🥇, 2 huy chương bạc 🥈 và 1 huy chương đồng 🥉. Thêm vào đó, anh còn giành huy chương đồng tại 🥉  Á Vận Hội lần thứ 29 (Asian Games) tại Indonesia.
Năm 2020, khi mới 27 tuổi, Nguyễn Thiên Phụng đã xuất sắc đạt chứng nhận huyền đai Lục đẳng (6 đẳng) 🥋 từ Liên đoàn Taekwondo Việt Nam.

## Tiểu sử
Nguyễn Thiên Phụng sinh ra, lớn lên và hiện đang sinh sống, học tập tại Thành phố Hồ Chí Minh – nơi đã nuôi dưỡng đam mê Taekwondo trong anh từ khi mới lên 7 tuổi. Ban đầu, Taekwondo đến với Phụng như một cách rèn luyện sức khỏe, tăng cường thể lực cho một cậu bé hiếu động. Nhưng rồi, qua từng buổi tập, từng lần đổ mồ hôi trên sàn võ, niềm yêu thích ấy lớn dần lên lúc nào không hay.
Năm 2002, Phụng lần đầu tham gia thi đấu đối kháng tại giải học sinh cấp quận và bất ngờ giành được thành tích cao. Từ cột mốc đó, anh được tuyển chọn vào đội tuyển Taekwondo của Câu lạc bộ Quận 3. Suốt 5 năm gắn bó, anh chinh chiến ở đủ các nội dung – đối kháng cá nhân, đối kháng đồng đội, quyền đồng đội – và mang về nhiều huy chương ở các giải Trẻ, Học sinh, Nhi đồng cấp thành phố.
Năm 2008, Phụng chuyển sang sinh hoạt tại Câu lạc bộ Quận 4, nơi tiếp tục là bệ phóng để anh phát triển cả hai mảng: quyền thuật và đối kháng. Một năm sau, vào năm 2009, anh đánh dấu bước ngoặt mới trong sự nghiệp khi giành Huy chương bạc tại Giải Trẻ Taekwondo Đông Nam Á tổ chức tại Việt Nam – cũng là tấm huy chương quốc tế đầu tiên trong hành trình thi đấu của anh.
Từ thời điểm đó, Phụng quyết định tập trung hoàn toàn vào nội dung quyền, để rồi từng bước khẳng định mình ở sân chơi trong nước lẫn quốc tế, với tâm thế của một người đã chọn đi đường dài bằng tất cả đam mê và nỗ lực không ngừng nghỉ.

## Sự nghiệp
Năm 2009, đánh dấu bước ngoặt quan trọng trong hành trình Taekwondo của Nguyễn Thiên Phụng. Dưới sự phát hiện và dìu dắt tận tâm của Huấn luyện viên Nguyễn Thanh Huy, một trong những người có công lớn trong việc xây dựng nền móng cho đội tuyển quyền Taekwondo Việt Nam, Thiên Phụng chính thức được chọn vào đội hình trẻ – mở ra cánh cửa đầu tiên bước vào con đường thi đấu chuyên nghiệp.
Ngay trong lần tham dự đấu trường quốc tế đầu tiên, Nguyễn Thiên Phụng đã thể hiện tiềm năng nổi bật khi cùng các đồng đội Lê Hiếu Nghĩa và Lê Thanh Trung giành Huy chương đồng nội dung quyền đồng đội nam tại Giải Trẻ Taekwondo Đông Nam Á, được tổ chức tại Việt Nam. Thành tích này không chỉ là lời khẳng định cho tài năng trẻ đang lên mà còn là minh chứng cho những nỗ lực không ngừng nghỉ trong quá trình huấn luyện nghiêm túc và bền bỉ.
Tiếp nối đà phát triển, năm 2010, Nguyễn Thiên Phụng tiếp tục để lại dấu ấn khi kết hợp cùng vận động viên Châu Tuyết Vân – người sau này trở thành một trong những bạn đồng hành thân thiết và ăn ý nhất của anh – để mang về Huy chương bạc tại Đại hội Thể thao Toàn quốc. Đây là đấu trường quy mô cấp quốc gia, nơi quy tụ những vận động viên xuất sắc nhất từ khắp các tỉnh, thành.
Với những thành tích ấn tượng trong giai đoạn đầu sự nghiệp, Nguyễn Thiên Phụng chính thức được tuyển chọn vào đội tuyển Taekwondo Thành phố Hồ Chí Minh – bước tiến quan trọng đặt nền tảng vững chắc cho những cột mốc rực rỡ sau này của anh trên đấu trường khu vực và thế giới.
Năm 2012, Nguyễn Thiên Phụng lần đầu tiên bước ra ánh sáng trên đấu trường quốc tế khi cùng các đồng đội Lê Thanh Trung và Nguyễn Trương Phước Đại  giành Huy chương vàng nội dung đồng đội nam tại Giải Vô địch Taekwondo Quân sự Thế giới, được tổ chức ngay trên sân nhà – Nhà thi đấu Quân khu 7, Việt Nam. Đây không chỉ là một cột mốc đáng nhớ trong sự nghiệp thi đấu của anh mà còn là bước đệm khởi đầu cho chuỗi thành tích ấn tượng những năm sau đó.
Trong các năm tiếp theo, Nguyễn Thiên Phụng tiếp tục đồng hành cùng đội tuyển quyền Taekwondo Việt Nam chinh chiến tại nhiều giải đấu tầm cỡ quốc tế. Năm 2012, Giải vô địch thế giới tại Colombia - Năm 2013, Giải vô địch thế giới tại Bali-Indonesia và năm 2014, Vô địch Châu Á tại Uzbekistan, anh đều góp mặt trong đội hình thi đấu nội dung quyền sáng tạo đồng đội, góp phần mang về thành tích quý giá, khẳng định vị thế của Việt Nam trên bản đồ Taekwondo thế giới và châu lục.
Tuy nhiên, trong năm 2014, tại Giải Vô địch Quyền Taekwondo Thế giới tại Mexico, một biến cố không mong muốn đã xảy ra. Nguyễn Thiên Phụng và các đồng đội được kỳ vọng sẽ đạt huy chương cao, nhưng vì một sơ suất nhỏ, tấm huy chương quý giá đã tuột khỏi tầm tay ở nội dung quyền sáng tạo đồng đội. Hình ảnh Phụng bật khóc sau phần thi – vừa tiếc nuối, vừa day dứt – đã khiến không ít người hâm mộ xúc động. Đó là khoảnh khắc chứng minh rằng thể thao không chỉ là chiến thắng, mà còn là những bài học sâu sắc về bản lĩnh và lòng kiên cường.
Với phương châm sống và thi đấu: “Thắng không kiêu, bại không nản”, Nguyễn Thiên Phụng không để thất bại khiến mình gục ngã. Anh tiếp tục miệt mài rèn luyện và hoàn thiện bản thân. Năm 2015, tại Đại hội Thể thao Sinh viên Thế giới (Universiade) tại Hàn Quốc, anh cùng Châu Tuyết Vân thi đấu nội dung quyền tiêu chuẩn đôi nam nữ, và cùng Lê Hiếu Nghĩa, Lê Thanh Trung tham dự nội dung đồng đội nam. Cả hai nội dung đều mang lại tấm Huy chương đồng – thành tích vô cùng đáng tự hào tại một giải đấu được ví như “Thế vận hội dành cho sinh viên”.
Sau thành công tại Universiade (2015), tiếp thêm động lực để Nguyễn Thiên Phụng tiến bước tại Seagames 28 tại Singapore, nơi anh lần đầu tiên được Ban huấn luyện tin tưởng giao trọng trách ở đấu trường Đại hội Đông Nam Á. Anh đã không phụ lòng ban huấn luyện khi cùng Lê Hiếu Nghĩa và Lê Thanh Trung giành Huy chương bạc ở nội dung quyền tiêu chuẩn đồng đội nam, góp phần vào thành công chung của đoàn thể thao Việt Nam.
Bước sang năm 2016, Nguyễn Thiên Phụng tiếp tục ghi dấu ấn tại Giải Vô địch Quyền Taekwondo Châu Á.  Anh xuất sắc cùng các “gương mặt vàng” của đội tuyển như: Châu Tuyết Vân, Nguyễn Thị Lệ Kim, Lê Thanh Trung, Hứa Văn Huy – giành Huy chương vàng nội dung quyền đồng đội sáng tạo, đồng thời mang về Huy chương đồng ở nội dung quyền tiêu chuẩn đồng đội nam cùng với Lê Hiếu Nghĩa, Lê Thanh Trung.
Và cũng trong năm này, anh cùng đội hình quen thuộc tiếp tục đại diện Việt Nam thi đấu tại Giải Vô địch Quyền Taekwondo Thế Giới tổ chức tại Peru, nơi họ mang về Huy chương bạc nội dung quyền đồng đội sáng tạo – minh chứng cho đẳng cấp và sự ổn định của đội tuyển Taekwondo Việt Nam trên đấu trường thế giới.
Mở đầu năm 2017, Nguyễn Thiên Phụng cùng Ngô Thị Thùy Dung đã ghi dấu ấn tại Giải Vô địch Kỹ thuật Taekwondo mở rộng (Open) tổ chức tại France – giải đấu khởi động đầu năm của đội tuyển quyền Taekwondo Việt Nam. Tại đây, Nguyễn Thiên Phụng thi xuất sắc giành tới 3 Huy chương vàng ở các nội dung: cá nhân nam quyền sáng tạo, đôi nam nữ quyền tiêu chuẩn, đôi nam nữ quyền sáng tạo, cùng một Huy chương bạc ở nội dung cá nhân nam quyền tiêu chuẩn – khẳng định vị trí vững chắc trong đội hình tuyển quốc gia.
Chưa dừng lại ở đó, anh tiếp tục tạo dấu ấn cùng các đồng đội Lê Hiếu Nghĩa và Lê Thanh Trung tại Giải Vô địch Quyền Taekwondo Đông Nam Á tổ chức tại Malaysia, nơi họ xuất sắc giành Huy chương vàng đồng đội nam, đóng góp vào thành tích nổi bật của đoàn Việt Nam tại khu vực.
Đến tháng 5 cùng năm, Nguyễn Thiên Phụng cùng đội tuyển tiếp tục hành trình đến Hy Lạp tham dự Giải Taekwondo Bãi Biển Thế giới – lần đầu tiên giải đấu này được tổ chức. Anh và các đồng đội đã mang về hai Huy chương vàng: một ở nội dung quyền đồng đội tiêu chuẩn nam (cùng Lê Hiếu Nghĩa, Lê Thanh Trung) và một ở nội dung quyền đồng đội sáng tạo (cùng Châu Tuyết Vân, Nguyễn Thị Lệ Kim, Lê Thanh Trung, Hứa Văn Huy).
Kết thúc năm 2017, Nguyễn Thiên Phụng tiếp tục giữ phong độ ổn định khi cùng đồng đội (Châu Tuyết Vân, Lê Thanh Trung, Hồ Thanh Phong) giành 2 Huy chương đồng tại Đại hội Thể thao Sinh viên Thế giới (Universiade) tại Đài Loan – một đấu trường quốc tế uy tín và chuyên nghiệp dành cho các vận động viên là sinh viên toàn cầu.
Cuối năm 2017 đến giữa năm 2018, Nguyễn Thiên Phụng cùng 9 tuyển thủ khác được cử sang sứ sở Kim Chi (Hàn Quốc), là cái nôi của môn Taekwondo để tập huấn chuyên sâu trong 7 tháng. Tại đây, anh và đồng đội tập luyện bài quyền mới (New Poomsae) và hoàn thiện các kỹ thuật quyền sáng tạo (Freestyle Poomsae) với sự hướng dẫn trực tiếp từ các chuyên gia hàng đầu tại Hàn Quốc. Mục tiêu là chuẩn bị tốt nhất cho một trong những đấu trường lớn nhất châu lục – Đại hội thể thao Châu á hay Á Vận Hội (Asian Games).
Asian Games 2018, là cột mốc lịch sử khi lần đầu tiên nội dung quyền được đưa vào hệ thống thi đấu chính thức, đồng thời là cơ hội lớn nhưng cũng đầy áp lực với các tuyển thủ Việt Nam. Với tinh thần quyết tâm cao độ, Nguyễn Thiên Phụng cùng Lê Thanh Trung và Trần Tiến Khoa đã thi đấu quả cảm và mang về tấm Huy chương đồng quý giá ở nội dung quyền đồng đội nam – đánh dấu huy chương đầu tiên của Việt Nam tại  kỳ Á vận hội 2018, đóng góp xứng đáng vào thành tích chung của thể thao nước nhà.
Năm 2022, tại SEA Games 31 diễn ra trên sân nhà Việt Nam, sau ba kỳ đại hội liên tiếp chưa thể chạm tới bục vinh quang, Nguyễn Thiên Phụng đã có màn trình diễn đầy cảm xúc cùng các đồng đội Nguyễn Đình Khôi, Trần Hồ Duy ở nội dung quyền tiêu chuẩn đồng đội nam. Với sự tích cự tập luyện và phối hợp ăn ý, đội tuyển Việt Nam đã xuất sắc giành Huy chương vàng – và đây cũng tấm HCV đầu tiên của Nguyễn Thiên Phụng tại SEAGames, đồng thời góp phần khẳng định sự trở lại mạnh mẽ của nội dung quyền tiêu chuẩn đồng đội nam trên đấu trường khu vực.
Năm 2023, tại SEA Games 32  tổ chức ở Campuchia, anh tiếp tục mang về tấm Huy chương vàng cùng Phạm Quốc Việt, Nguyễn Trọng Phúc ở nội dung quyền tiêu chuẩn đồng đội nam và tiếp tục khẳng định vị thế vững chắc của nội dung đồng đội nam trong đấu trường Đông Nam Á.
Năm 2023, tại SEA Games 32  tổ chức ở Campuchia, Nguyễn Thiên Phụng cùng các đồng đội Phạm Quốc Việt và Nguyễn Trọng Phúc đã mang về tấm Huy chương vàng quý giá ở nội dung quyền tiêu chuẩn đồng đội nam. Bài biểu diễn của ba võ sĩ Việt Nam đạt điểm số 7,54, vượt qua đội tuyển Philippines với điểm số sát nút 7,5, thể hiện sự ăn ý, kỹ thuật điêu luyện và tinh thần thi đấu kiên cường. 
Đây là lần thứ hai liên tiếp Phụng giành Huy chương Vàng tại SEA Games, đánh dấu bước tiến vững chắc trong sự nghiệp thi đấu của anh và góp phần khẳng định vị thế vững chắc của nội dung đồng đội nam trong đấu trường Đông Nam Á
Năm 2024, tại Giải vô địch quyền Taekwondo Thế Giới tổ chức ở Hồng Kông, Nguyễn Thiên Phụng cùng đồng đội Châu Tuyết Vân đã xuất sắc giành Huy chương Vàng ở nội dung đôi nam nữ nhóm tuổi U50. Cặp đôi đạt điểm trung bình 9,010, vượt qua đối thủ đến từ Đan Mạch để mang về tấm HCV thứ ba cho đội tuyển Việt Nam tại giải đấu này. Thành tích này góp phần giúp đội tuyển quyền Taekwondo Việt Nam xếp hạng 4 toàn đoàn tại giải, với tổng cộng 3 HCV, 2 HCB và 5 HCĐ, đánh dấu sự trở lại mạnh mẽ sau 8 năm không giành được HCV nào tại giải vô địch thế giới.

## Thành tích
| Năm  | Giải đấu                           | Thành Tích                      | Nơi diễn ra     | Nguồn         |
| 2010 | Đại Hội Thể dục thể thao Toàn quốc | Huy chương bạc                  | Việt Nam        | [ 3 ]         |
| 2012 | Quân sự thế giới                   | Huy chương vàng                 | Việt Nam        | [ 4 ]         |
| 2012 | Vô địch quyền Taekwondo Thế Giới   | Huy chương vàng                 | Colombia        | [ 5 ]         |
| 2013 | Vô địch quyền Taekwondo Thế Giới   | Huy chương vàng                 | Indonesia       | [ 6 ]         |
| 2014 | Vô địch quyền Taekwondo Châu Á     | Huy chương vàng                 | Uzbekistan      | [ 7 ]         |
| 2015 | Đại hội sinh viên thế giới         | 2 Huy chương đồng               | Hàn Quốc        | [ 9 ]         |
| 2015 | Sea Games 28                       | Huy chương bạc                  | Singapore       | [ 10 ]        |
| 2016 | Vô địch quyền Taekwondo Châu Á     | Huy chương vàng                 | Philippines     | [ 11 ]        |
| 2016 | Vô địch quyền Taekwondo Châu Á     | Huy chương đồng                 | Philippines     | [ 11 ]        |
| 2016 | Vô địch quyền Taekwondo Thế Giới   | Huy chương bạc                  | Peru            | [ 12 ]        |
| 2017 | Vô địch kỹ thuật Taekwondo Open    | 3 Huy chương vàng               | France          | [ 13 ]        |
| 2017 | Vô địch kỹ thuật Taekwondo Open    | Huy chương bạc                  | France          | [ 13 ]        |
| 2017 | Vô địch quyền Taekwondo Đông Nam Á | Huy chương vàng                 | Malaysia        | [ 14 ]        |
| 2017 | Taekwondo Bãi biển thế giới        | 2 Huy chương vàng               | Greece (Hy Lạp) | [ 15 ]        |
| 2017 | Đại hội sinh viên thế giới         | 2 Huy chương đồng               | Taipei          | [ 16 ]        |
| 2017 | Sea Games 29                       | Huy chương đồng                 | Malaysia        | [ 22 ]        |
| 2018 | Vô địch quyền Taekwondo Châu Á     | Huy chương bạc                  | Việt Nam        | [ 23 ]        |
| 2018 | Asian Games 2018                   | Huy chương đồng                 | Indonesia       | [ 17 ]        |
| 2018 | Vô địch quyền Taekwondo Thế Giới   | Huy chương bạc                  | Taipei          | [ 2 ]         |
| 2018 | Đại Hội Thể dục thể thao Toàn quốc | Huy chương vàng                 | Việt Nam        | [ 24 ]        |
| 2019 | Vô địch quyền Taekwondo Đông Nam Á | Huy chương vàng                 | Philippines     | [ 25 ]        |
| 2019 | Grand Prix                         | Huy chương vàng                 | Italia          | [ 26 ]        |
| 2019 | World Taekwondo Cup                | Huy chương vàng Huy chương đồng | China           | [ 27 ]        |
| 2019 | Sea Games 30                       | Huy chương bạc                  | Philippines     | [ 28 ]        |
| 2020 | Vô địch Toàn quốc                  | Huy chương vàng                 | Tiền Giang      | [ 29 ]        |
| 2022 | Vô địch quyền Taekwondo Đông Nam Á | Huy chương vàng Huy chương đồng | Việt Nam        | [ 30 ]        |
| 2022 | Vô địch quyền Taekwondo Thế Giới   | 2 Huy chương đồng               | Hàn Quốc        | [ 31 ]        |
| 2022 | Sea Games 31                       | Huy chương vàng                 | Việt Nam        | [ 18 ]        |
| 2023 | Sea Games 32                       | Huy chương vàng                 | Cambodia        | [ 19 ]        |
| 2024 | Vô địch Taekwondo Châu Á           | 2 Huy chương đồng               | Việt Nam        | [ 32 ] [ 33 ] |
| 2024 | Vô địch quyền Taekwondo Thế Giới   | Huy chương vàng                 | Hồng Kông       | [ 21 ]        |

## Bằng khen
- Bằng khen Thủ tướng Chính phủ (năm 2013, 2014, 2019).
- Bằng khen Bộ trưởng Bộ văn hóa thể thao và du lịch (năm 2015, 2017, 2019)
- Bằng khen Bộ giáo dục và đào tạo (năm 2015, 2017)
- Bằng khen Tổng cục TDTT (năm 2009)
- Bằng khen Ủy ban Olympic Việt Nam (năm 2016)
- Bằng khen Ủy ban nhân dân Thành phố Hồ Chí Minh (năm 2022)
- Bằng khen Ủy ban nhân dân Thành phố Hồ Chí Minh (năm 2023)
- Huân chương Lao động hạng Nhất (năm 2025)[34]